# Heptathlon aux Jeux olympiques d'été de 1992
Pour un article plus général, voir Athlétisme aux Jeux olympiques d'été de 1992.
Navigation
Séoul 1988 Atlanta 1996
L'épreuve de l'heptathlon aux Jeux olympiques de 1992 s'est déroulée les 1er au 2 août 1992 au Stade olympique de Montjuic de Barcelone, en Espagne. Elle est remportée par l'Américaine Jackie Joyner-Kersee.

## Résultats
| Rang               | Athlète              | Pays                        | Total     | 100 m H | Hauteur | Poids | 200 m | Longueur | Javelot | 800 m |
| ------------------ | -------------------- | --------------------------- | --------- | ------- | ------- | ----- | ----- | -------- | ------- | ----- |
| Médaille d'or      | Jackie Joyner-Kersee | États-Unis                  | 7044      |         |         |       |       |          |         |       |
| Médaille d'argent  | Irina Belova         | Équipe unifiée de l’ex-URSS | 6845      |         |         |       |       |          |         |       |
| Médaille de bronze | Sabine Braun         | Allemagne                   | 6649      |         |         |       |       |          |         |       |
| 4.                 | Liliana Năstase      | Roumanie                    | 6619 (NR) |         |         |       |       |          |         |       |
| 5.                 | Svetla Dimitrova     | Bulgarie                    | 6464      |         |         |       |       |          |         |       |
| 6.                 | Peggy Beer           | Allemagne                   | 6434      |         |         |       |       |          |         |       |
| 7.                 | Birgit Clarius       | Allemagne                   | 6388      |         |         |       |       |          |         |       |
| 8.                 | Urszula Włodarczyk   | Pologne                     | 6333      |         |         |       |       |          |         |       |
| 9.                 | Cindy Greiner        | États-Unis                  | 6300      |         |         |       |       |          |         |       |
| 10.                | Maria Kamrowska      | Pologne                     | 6263      |         |         |       |       |          |         |       |
| 11.                | Kym Carter           | États-Unis                  | 6256      |         |         |       |       |          |         |       |
| 12.                | Anzhela Atroshchenko | Équipe unifiée de l’ex-URSS | 6251      |         |         |       |       |          |         |       |
| 13.                | Petra Văideanu       | Roumanie                    | 6152      |         |         |       |       |          |         |       |
| 14.                | Remigija Nazarovienė | Lituanie                    | 6142      |         |         |       |       |          |         |       |
| 15.                | Odile Lesage         | France                      | 6141      |         |         |       |       |          |         |       |
| 16.                | Zhu Yuqing           | Chine                       | 6123      |         |         |       |       |          |         |       |
| 17.                | Anu Kaljurand        | Estonie                     | 6095      |         |         |       |       |          |         |       |
| 18.                | Helle Aro            | Finlande                    | 6030      |         |         |       |       |          |         |       |
| 19.                | Clova Court          | Grande-Bretagne             | 5994      |         |         |       |       |          |         |       |
| 20.                | Tina Rättyä          | Finlande                    | 5993      |         |         |       |       |          |         |       |
| 21.                | Catherine Bond-Mills | Canada                      | 5897      |         |         |       |       |          |         |       |
| 22.                | Anne Brit Skjæveland | Norvège                     | 5869      |         |         |       |       |          |         |       |
| 23.                | Nathalie Teppe       | France                      | 5847      |         |         |       |       |          |         |       |
| 24.                | Manuela Marxer       | Liechtenstein               | 5749      |         |         |       |       |          |         |       |
| 25.                | Ghada Shouaa         | Syrie                       | 5278      |         |         |       |       |          |         |       |
| 26.                | Eunice Barber        | Sierra Leone                | 4530      |         |         |       |       |          |         |       |
| —                  | Ma Chun-Ping         | Taipei chinois              | DNF       |         |         |       |       |          |         |       |
| —                  | Rita Ináncsi         | Hongrie                     | DNF       |         |         |       |       |          |         |       |
| —                  | Alma Qeramixhi       | Albanie                     | DNF       |         |         |       |       |          |         |       |
| —                  | Satu Ruotsalainen    | Finlande                    | DNF       |         |         |       |       |          |         |       |
| —                  | Joanne Henry         | Nouvelle-Zélande            | DNF       |         |         |       |       |          |         |       |
| —                  | Jane Flemming        | Australie                   | DNF       |         |         |       |       |          |         |       |
| —                  | Kettab Azzizi        | Algérie                     | DNS       |         |         |       |       |          |         |       |

## Légende
Records et Performances
- AR : Record continental (area record)
- CR : Record des championnats (championship record)
- MR : Record du meeting (meet record)
- NR : Record national (national record)
- OR : Record olympique (olympic record)
- PR : Record paralympique (paralympic record)
- PB : Record personnel (personal best)
- SB : Meilleure performance personnelle de la saison (season's best)
- WL : Meilleure performance mondiale de l'année (world leader)
- WJR : Record du monde junior (world junior record)
- WR : Record du monde (world record)

Circonstances et Conditions
- DNF : N'a pas terminé (did not finish)
- DNS : N'a pas pris le départ (did not start)
- DQ : Disqualification (disqualification)
- NM : Aucun essai valable enregistré (No Mark)
- Q : Qualifié « directement » au prochain tour (ou à la prochaine compétition), lors d'une compétition majeure, grâce au classement ou à la réalisation des minima (automatic qualifier)
- q : Qualifié au prochain tour (ou à la prochaine compétition), lors d'une compétition majeure, grâce au repêchage ou à la réalisation de l'une des meilleures performances parmi celles des « non qualifiés directement » (grâce au meilleur temps ou à la meilleure distance par exemple) (secondary qualifier)